# Privátní síť
Privátní síť je v informatice označení pro počítačovou síť, která využívá speciální privátní IP adresy podle standardů daných RFC 1918 a RFC 4193. Privátní adresy jsou běžně používány pro domácí, kancelářské a podnikové lokální sítě (LAN), kde veřejné adresy (tj. globálně směrovatelné v Internetu) nejsou žádoucí nebo nejsou dostupné. Privátní rozsahy IP adres byly definovány jako nástroj pro zpomalení vyčerpání IPv4 adres. Nyní jsou též součástí nastupující generace pro internetový protokol verze 6 (IPv6).
Privátní adresy jsou označovány jako soukromé, protože nejsou globálně delegované, což znamená, že nejsou přiděleny žádné konkrétní organizaci a jimi adresované IP pakety nemohou být přenášeny přes veřejný Internet. Kdokoliv může používat tyto adresy bez schválení od regionálního internetového registru (RIR). Pokud takováto privátní síť potřebuje připojení k Internetu, musí používat buď překlad síťových adres (NAT), nebo proxy server.
Privátní adresy jsou často nesprávně považovány za bezpečnostní opatření, je však nutné si uvědomit, že NAT a použití privátních adres samo o sobě žádnou bezpečnost nepřináší. 

## Privátní prostor IPv4 adres
Internet Engineering Task Force (IETF) přikázala IANA zachování následujících rozsahů IPv4 adres pro soukromé sítě (publikováno v RFC 1918):
| Označení RFC 1918 | Rozsah IP adres               | Počet adres | Největší CIDR blok (maska podsítě) | Pro síťové rozhraní |
| ----------------- | ----------------------------- | ----------- | ---------------------------------- | ------------------- |
| 24bitový blok     | 10.0.0.0 – 10.255.255.255     | 16 777 216  | 10.0.0.0/8 (255.0.0.0)             | 24 bitů             |
| 20bitový blok     | 172.16.0.0 – 172.31.255.255   | 1 048 576   | 172.16.0.0/12 (255.240.0.0)        | 20 bitů             |
| 16bitový blok     | 192.168.0.0 – 192.168.255.255 | 65 536      | 192.168.0.0/16 (255.255.0.0)       | 16 bitů             |

## Privátní prostor IPv6 adres
Koncept soukromých sítí a rezervací určitých adres je přenesen i do další generace IP, IPv6. IANA rezervovala adresový blok fc00::/7 (RFC 4193). Tyto adresy se nazývají unikátní lokální adresy (ULA). Jsou definované jako unicastové a obsahují 40bitové náhodné číslo ve směrovacím prefixu (předchází kolizím, když jsou dvě soukromé sítě propojené).

### Link-local adresy
Další typ soukromých sítí používá lokální linkový adresní rozsah popsaný v RFC 5735 a RFC 3927. Užitečnost těchto adres je v autokonfiguraci pomocí síťových zařízení, když není dostupné DHCP a manuální konfigurace není potřebná.
V IPv4 je k tomuto účelu vyhrazen blok 169.254.0.0/16. Pokud síťové rozhraní na síti Ethernet nemůže obdržet síťovou adresu pomocí DHCP, může mu být náhodně přidělena adresa od 169.254.1.0 do 169.254.254.255. Prvních 256 a posledních 256 adres z bloku 169.254/16 je vyhrazeno pro budoucí použití a nesmějí být použity.
V IPv6 je vyhrazen blok fe80::/10. Síťová část lokální adresy se skládá z prefixu o délce 10 bitů následovaného identifikátorem podsítě o délce 54 bitů, který je nulový. Zbylých 64 bitů reprezentuje identifikátor rozhraní.

## Misrouting
Občas se stává, že pakety pocházející ze soukromého adresního prostoru projdou do Internetu. Soukromé sítě často nemají řádně nakonfigurované DNS pro vnitřní adresy, proto pokusy o určení jejich doménového jména způsobuje zbytečný síťový provoz.